# جنون امريكا
جنون أمريكا: العلم السيئ، والدواء السيئ، وسوء المعاملة الدائم للمرضى العقليين، هو كتاب صدر في عام 2002 من قبل الصحفي الطبي روبرت ويتاكر، يفحص المؤلف فيه ويستفهم عن فعالية وسلامة وأخلاقيات التدخلات النفسية السابقة والحالية للتدخلات النفسية الشديدة -الأمراض العقلية- وخاصة مضادات الذهان. جرى تنظيم الكتاب كجدول زمني تاريخي لتطوير العلاج في الولايات المتحدة.
تلقى الكتاب تقييمات إيجابية من عامة الناس وآراء مختلطة من المجتمع الطبي، والتي انتقدت بعض التحيز في تحديد المصادر ولكنها مع ذلك أقرت بالحاجة إلى معالجة الأسئلة الحرجة التي أثارها الكتاب فيما يتعلق بالطب النفسي الحديث.

## الخلاصة

### الجزء الأول: مستشفى المجانين الأصلية (1750-1900)
يصف الجزء الأول العلاجات المبكرة مثل الكرسي الدوار الذي يمكن أن يصل إلى 100 دورة في الدقيقة، والكرسي المهدئ الذي يشل حركة المرضى، والعلاجات المائية. حدثت ثورة في الولايات المتحدة من قبل الكويكرز في عام 1817، إذ عالج المشرفون العاديون المرضى عقليًا في منازل صغيرة بلطف كبير وكان لهم نتائج جيدة: أُخرج نحو 35 إلى 80% من المرضى في غضون عام، وجرى علاج معظمهم. أفادت مستشفى بنسلفانيا بأن نحو 45% من المرضى خرجوا من المستشفى بعد شفائهم و25% خرجوا من المستشفى مع تحسن. في مستشفى Worcester State، كان هناك 35٪ مصابون بأمراض مزمنة أو ماتوا في أثناء مرضهم العقلي. أفاد الدكتور جورج وود، زائر، في عام 1851:
...«تواجه أشخاصًا يمشون أو يتحدثون أو يقرؤون أو مشغولين بشكل مختلف، يرتدون ملابس أنيقة وغالبًا ما تكون جميلة، كما لو أنك تتلقى مقدمة في الحياة الاجتماعية العادية؛ وكثيرًا ما تجدُ نفسك في حيرة من تحديد ما إذا كان الأشخاص الذين قابلتهم مجانين بالفعل، أو أنهم قد لا يكونون زوارًا أو مسؤولين في المؤسسة».

### الجزء الثاني: الفترة المظلمة (1900-1950)
يصف الجزء الثاني صعود علم تحسين النسل، الذي ألغى العلاج الأخلاقي لصالح التعقيم القسري للمرضى عقليًا، وأدى إلى تنشيط مجالات الطب النفسي وعلم الأعصاب التي مارس خبراؤها غيبوبة الأنسولين، وتشنج الميترازول، والصدمات الكهربائية القسرية وعملية الفص الصدغي.

### الجزء الثالث: العودة إلى مستشفى المجانين (1950-1990)
يصف الجزء الثالث اكتشاف الفينوثيازينات وظهور الأدوية المضادة للذهان المشتقة منها، مثل الكلوربرومازين (Thorazine) بواسطة Rhône-Poulenc في فرنسا، وشرائها بواسطة Smith و Kline & French «المعروفة اليوم باسم GlaxoSmithKline». الدواء «أنتج تأثيرًا مشابهًا لعملية استئصال الفص الجبهي»، وفقًا لتقارير سابقة لمحقق رئيسي في الشركة. يقول ويتاكر إن الإعلانات الدوائية، والمقالات المنشورة في المؤلفات العلمية، والقصص في وسائل الإعلام عن «الأدوية المعجزة» قد حولت عقار الثورازين إلى عقار علاجي.
يقول ويتاكر إن الأموال التسويقية من شركات الأدوية بدأت تتدفق إلى الجمعية الطبية الأمريكية في عام 1951، بعد عام من تصنيع Thorazine، بسبب تعديل Durham-Humphrey لقانون الغذاء والدواء ومستحضرات التجميل الفيدرالي الذي «وسع بشكل كبير قائمة الأدوية التي لا يمكن الحصول عليها إلا بوصفة طبيب».
في الجزء الثالث، يصف ويتاكر أيضًا الميل الأمريكي «ولكن ليس البريطاني على سبيل المثال» لتصنيف المرضى على أنهم «مرضى انفصام الشخصية»، وكذلك الخطأ «الخلط بين الفصام والتهاب الدماغ السبات الذي لم يكتشف بعد» في التصنيف الأصلي بواسطة إيميل كريبيلن الذي اختار الطب النفسي عدم إعادة النظر فيه وإصلاحه. ثم يصف ويتاكر ثلاثة مسارات قد يسلكها الدوبامين في دماغ الإنسان، ويقتبس روايات من منظور الشخص الأول عن تأثيرات الأدوية المضادة للذهان على الأفراد.
وهو يصف إعلانًا لصحيفة نيويورك تايمز عام 1996 من قبل اتحاد شركات الأدوية بأنه «كذبة صلعاء»: سعت المجموعة إلى القول إن سبب الذهان والفصام هو مستوى غير طبيعي من الدوبامين وأن عقاقيرهم تعمل عن طريق تغيير مستوى الدوبامين. ثم ينتقد ويتاكر بعض الدراسات الأمريكية، ويشير إلى عمل جورج كرين في المعهد الوطني للصحة العقلية للتعرف على خلل الحركة المتأخر، والذي كان حتى تلك اللحظة يوصف إلى حد كبير بأنه أحد أعراض مرض انفصام الشخصية، وهو يقارن الجرعات التي يستخدمها البريطانيون. كان الأطباء مرتاحين في وصف «300 ملليجرام يوميًا من Thorazine» مع ما وصفه الأطباء النفسيون الأمريكيون «1500 حتى 5000 ملليجرام يوميًا».
إنه يرى مفارقة في حقيقة أن صحيفة نيويورك تايمز قد أبلغت عن الاستخدام السوفيتي الإجباري للأدوية المضادة للذهان «التي أطلق عليها السيناتور في فلوريدا إدوارد جورني «المواد الكيميائية التي تحول البشر إلى خضروات» في «سجون الأمراض النفسية»، لكنها أُطلقت على الأدوية المعترف بها نفسها على نطاق واسع لتكون فعالة» عند الإبلاغ عن مرضى الفصام الأمريكيين.
يصف ويتاكر زوال العلاج الأخلاقي في العصر الحديث في تاريخ قصير لمشروع سوتيريا لورين موشر، بتمويل من الولايات المتحدة بينما كان موشر رئيس قسم الفصام في المعهد الوطني للصحة. ويعزو النتائج في دراسة أجرتها منظمة الصحة العالمية عام 1979 إلى نتائج مرضى الفصام «والتي وجدت نتائج أفضل في البلدان غير المتطورة مثل الهند ونيجيريا وكولومبيا مقارنة بالدول المتقدمة مثل الولايات المتحدة وإنجلترا والدنمارك وأيرلندا وروسيا وتشيكوسلوفاكيا واليابان» للأطباء في العالم المتقدم الذين أبقوا مرضاهم على الأدوية.
ثم يصف 50 عامًا من إجراء العلماء الأمريكيين تجارب على مرضى الفصام: لتعمد تفاقم أعراضهم ودراسة النتائج. ويقارن سلوك الأطباء بشكل سلبي، بعام 1947 بعد انتهاء المحاكمات الأمريكية للأطباء النازيين في قانون نورمبرغ لأخلاقيات التجارب البشرية.

### الجزء الرابع: أدوية الجنون الحديثة (1990- إلى الآن)
الجزء الرابع هو وصف ويتاكر لتجارب الأدوية لمضادات الذهان غير التقليدية الأحدث. يقول إن العديد من هذه التجارب جرى تكديسها لصالح الدواء المقترح من خلال القضاء على الدواء الوهمي، أو بمقارنة جرعات متعددة من الدواء الجديد بجرعة واحدة عالية جدًا من الدواء القديم. يقول إن شركات الأدوية والصحافة استخدمت نفوذها لتقديم مطالبات لهذه الأدوية «بعض الادعاءات بأن إدارة الغذاء والدواء طلبت منهم صراحة عدم القيام بذلك». على سبيل المثال، يُزعم أن كل من Risperidone وolanzapine لهما آثار جانبية أقل من الجيل الأول من مضادات الذهان. يروي ويتاكر أيضًا قصص المرضى الذين حدثت وفاتهم في تجارب الأدوية، لكن لم يذكرها للجمهور.